# Василево (Сокольский район)
Василево — деревня в Сокольском районе Вологодской области на реке Бохтюга.
Входит в состав Архангельского сельского поселения, с точки зрения административно-территориального деления — в Архангельский сельсовет.
Расстояние по автодороге до районного центра Сокола — 22 км, до центра муниципального образования Архангельского — 7 км. Ближайшие населённые пункты — Прокопово, Пашенино, Кузнецово, Сидорково, Исаково, Семенково, Захарово.
По переписи 2002 года население — 168 человек (78 мужчин, 90 женщин). Преобладающая национальность — русские (99 %).